# Soeiro Reimão
Soeiro Reimão de Riba de Vizela (mais conhecido simplesmente como Soeiro Reimão, Soeiro Reymão em português arcaico) (1160-1191), foi um cavaleiro medieval do Reino de Portugal, alferes-mor do rei D. Afonso Henriques que acompanhou o rei Ricardo Coração de Leão no seu percurso para a cidade santa de Jerusalém durante a Terceira Cruzada de 1189 a 1192.
Filho de D. Raimundo Pais de Riba de Vizela (ou Reimão Pires de Riba de Vizela ou ainda Reimão Paies de Riba de Vizela) e neto de Paio Pires de Guimarães com Elvira Fernandes. Sua mãe foi Dórdia Afonso de Riba Douro (c. 1130-?), filha de Afonso Viegas (1110-?) com Aldara Pires Espinhel (1115-?).
Casado com Urraca Viegas, Soeiro Reimão de Riba de Vizela morreu em 1191 durante a Tomada de Chipre de Ricardo I da Inglaterra durante a Terceira Cruzada.